# Sztolnia w Młotach
Sztolnia w Młotach este o arie protejată (sit de importanță comunitară — SCI) din Polonia întinsă pe o suprafață de 12,42 ha, integral pe uscat.

## Localizare
Centrul sitului Sztolnia w Młotach este situat la coordonatele 50°17′56″N 16°32′49″E / 50.2988°N 16.5469°E.

## Înființare
Situl Sztolnia w Młotach a fost declarat sit de importanță comunitară în martie 2007 pentru a proteja 1 specie de animale.

## Biodiversitate
Situată în ecoregiunea continentală, aria protejată conține 2 habitate naturale: Pante stâncoase silicioase cu vegetație casmofită, Păduri de fag Luzulo-Fagetum.
La baza desemnării sitului se află o specie protejată de  mamifere: liliac cârn (Barbastella barbastellus).